# ゼロファイター
『ゼロファイター』は、1969年（昭和44年）4月6日-8月10日まで、フジテレビの日曜日18:00-18:30枠で放送された、国際放映制作のテレビドラマ。全19話、モノクロ作品。
本作は、『0戦はやと』や『紫電改のタカ』などに代表される、戦記漫画ブームの1964年（昭和39年）に制作されていたが、諸般の事情から"お蔵入り"を余儀なくされ、5年後の1969年に『魔神バンダー』の後番組として、ようやく放送に至った。
1999年には、CSデジタル局のファミリー劇場でも放送されていた。

## 概要
こゝ南洋諸島の最前線基地ブロニ島には―――大正時代から入植した日本人開拓者の一家と第一航空艦隊麾下の三〇九海軍零戦隊の精鋭が駐屯していた――昭和十八年太平洋戦争たけなわなる頃―
三〇九海軍零戦隊への補充兵（小隊長）として、第一航空艦隊から矢代中尉が到着。現地のベテラン隊員や、民間人の大山一家らとの様々な出来事を描きながら、ブロニ島占領へと進撃してきたアメリカ軍の大艦隊の猛攻により、三〇九海軍零戦隊が全滅する日々までを描いた、戦記ドラマである。

## スタッフ
- プロデューサー：直居欽哉 、 金子満
- 脚本：横山保朗 ※全話を執筆
- 撮影：舍川芳次
- 照明：鈴賀康夫
- 美術：大橋豊一
- 編集：神谷信武
- 助監督：森川一雄
- 特殊撮影：八咫プロダクション
- 音楽：松野国照
- 制作担当：平木稔
- 録音：セントラル録音
- 現像：東洋現像所
- 特殊美術（ノンクレジット）：成田亨
- 特撮監督（ノンクレジット）：上村貞夫
- 監督：山崎大助 ※全話を担当
- 制作：国際放映 、フジテレビ

## 主題歌
「大空の慕情」
作詞：東条寿三郎  / 作曲：松野国照 / 歌：檜晋樹
- 「大空の慕情」はオープニングでは主題歌と表記されているが、劇中のラストなどにおける挿入歌として使われており、実際のオープニングでは主題歌から歌詞を排した、男声スキャットのみの曲が使われていた。

## 出演者
- 矢代中尉：水島道太郎
- 市原清彦
- 佐藤一郎
- 早川研吉
- 神山卓三
- 丸山詠二
- 南九州男
- 佐藤辰男
- 溝呂木但
- 灰地順（第1話 - 第12話）
- 和久井節緒（第1話 - 第5話）
- 仙波和之（第1話 - 第4話）
- 檜晋樹（第7話 - 第18話）
- 森本景武（第1話 - 第10話、第12話）
- 松山照夫（第6話 - 第18話）
- 飯田和平（第5話 - 第18話）
- 椎名和甫（第5話 - 第18話）
- 沢井正延（第1話、第2話、第4話 - 第9話、第13話 - 第18話）
- 加藤勢津子（第1話 - 第9話、第12話 -第 18話）

## 放送日程
| 放送日        | 話数 | サブタイトル         | 脚本     | ゲスト出演                                                                                               | 監督     |
| ------------- | ---- | -------------------- | -------- | --- | -------- |
| 1969年 4月6日 | 1    | 戦斗隊形を崩すな     | 横山保朗 | - 髙島稔 - 今村源兵                                                                                      | 山崎大助 |
| 4月13日       | 2    | 太陽を背に廻れ       | 横山保朗 | - 岩下浩 - 髙島稔 - 今村源兵                                                                             | 山崎大助 |
| 4月20日       | 3    | 頑張れ!! カモ番機    | 横山保朗 | - 砂塚秀夫                                                                                               | 山崎大助 |
| 4月27日       | 4    | 背面よりダイブせよ!! | 横山保朗 | - 梶健司 - 守田比呂也 - 今村源兵                                                                         | 山崎大助 |
| 5月4日        | 5    | 真昼の星を見ろ!!     | 横山保朗 | - 轟謙二 - ウルフ大月 - 江幡髙志                                                                         | 山崎大助 |
| 5月11日       | 6    | 喰い逃げ一番機       | 横山保朗 | - 富田仲次郎                                                                                             | 山崎大助 |
| 5月18日       | 7    | 誘導す、我に続け!    | 横山保朗 | - 三井秀顕 - 今村源兵 - 太田博之                                                                         | 山崎大助 |
| 5月25日       | 8    | 死神機を掩護せよ     | 横山保朗 | - 家田佳子 - 本郷淳                                                                                      | 山崎大助 |
| 6月1日        | 9    | 積乱雲に突っ込め     | 横山保朗 | - 今村源兵                                                                                               | 山崎大助 |
| 6月8日        | 10   | 全機 帰投せり!!      | 横山保朗 | - 月森一蔵 - 黒丸良 - 今村源兵 - 守田比呂也                                                              | 山崎大助 |
| 6月15日       | 11   | 永遠に祖国を愛す     | 横山保朗 | - 内藤綱男 - 公門雅之 - 永井玄哉 - 立川雄三 - 中江真司 - 伊藤真 - 髙木二朗 - 髙城淳一 - カーラ・リクター | 山崎大助 |
| 6月22日       | 12   | 帰投不能 我、自爆す! | 横山保朗 | - 都筑克子 - 秋好光果                                                                                    | 山崎大助 |
| 6月29日       | 13   | 大空に還る           | 横山保朗 | - 筧豊子 - 小平隆夫 - 幸つや子 - 三沢康子                                                                | 山崎大助 |
| 7月6日        | 14   | さらばクロロニ島よ   | 横山保朗 | | 山崎大助 |
| 7月13日       | 15   | 戦斗配置につけ!!     | 横山保朗 | | 山崎大助 |
| 7月20日       | 16   | 殴り込み八番機       | 横山保朗 | | 山崎大助 |
| 7月27日       | 17   | 雲を墓標として       | 横山保朗 | | 山崎大助 |
| 8月3日        | 18   | ニワトリ隊長に敬礼!! | 横山保朗 | | 山崎大助 |
| 8月10日       | 19   | 全機 発進せよ        | 横山保朗 | | 山崎大助 |

## DVD
ベストフィールドより全19話を収録したデジタルリマスター版が発売されている。